# Józef Mrozowicki (1913–1940)
Józef Michał Mrozowicki (ur. 9 października 1913 w Korabnikach, zm. 21 czerwca 1940 w Palmirach) – komendant główny Legionu Młodych, prezes Legionu Młodzieży Polskiej, redaktor naczelny Kuźni Młodych, publicysta.

## Życiorys
Urodził się 9 października 1913 roku w Korabnikach, majątku rodziców, był najmłodszym synem Adama Kazimierza, ziemianina i Zofii Janiny z Żelskich z Husiatyna. Po I wojnie światowej, w której w 1914 roku poległ jego ojciec, porucznik rezerwy artylerii armii austriackiej, matka sprzedała Korabniki; następnie mieszkał w: Poznaniu, gdzie pobierał nauki w Gimnazjum Św. Łazarza, Zakopanem, Żywcu, we Lwowie, gdzie uczył się u Ojców Zmartwychwstańców i Toruniu, gdzie uzyskał maturę w 1934 roku w Gimnazjum Akademickim (VI Gimnazjum Kopernika) w Toruniu w klasie humanistycznej. Tam związał się ze „Strażą Przednią”, organizacją wychowania patriotycznego, założoną przez Adama Skwarczyńskiego, który stał się jego mentorem. Był twórcą i redaktorem naczelnym czasopisma młodzieży pomorskiej, z kręgu „Straży Przedniej”, pod tytułem „Nasze Prace. Czasopismo młodzieży szkolnej ziem zachodnich”.
Na początku 1932 roku nawiązał również współpracę z czasopismem młodzieży szkolnej „Kuźnią Młodych”, w której w marcu tego roku został laureatem konkursu na dalszy ciąg powieści pt. „Nieznanym szlakiem”. Był tam autorem wielu artykułów poświęconym sprawom polityczno-społecznym oraz  współczesnej literaturze polskiej. Od 1933 roku był redaktorem tego pisma. W następnym roku przeniósł się do Warszawy, gdzie został 16 października immatrykulowany na Wydziale Humanistycznym Uniwersytetu Warszawskiego, gdzie studiował do 1938 filologię polską, jednocześnie angażując się w działalność redakcyjną, publicystyczną i polityczną.
W latach 1935–1936 był naczelnym redaktorem „Kuźni Młodych” do końca jej istnienia. W tym czasie blisko współpracował z młodymi wówczas przedstawicielami przyszłej elity intelektualnej Polski, m.in. z Janem Twardowskim, przyszłym księdzem, Edwinem Axerem, Franciszkiem Gilem, Jerzy Giżyckim, Alfredem Łaszowskim, Zbigniewem Piterą, Kazimierzem Brandysem, Janem Kottem, Wojciechem Żukrowskim, Tadeuszem Hołujem, Gustawem Herling-Grudzińskim, Stefanem Kisielewskim, Ryszardem Matuszewskim, Zygmuntem Kałużyńskim i Jerzym Pietrkiewiczem.
W 1937 roku został sekretarzem redakcji tygodnika „Zaczyn”, związanego z grupą reprezentującą sanacyjną prawicę, szukającą możliwości wpływania na politykę państwa. Jednocześnie był jednym z najbardziej aktywnych członków Legionu Młodych, organizacji młodych piłsudczyków, 15 maja 1938 roku na Kongresie w Krakowie, został wybrany komendantem głównym Legionu Młodych. Po odejściu w 1936 roku radykalnej części Legionu Młodych, pozostali jego działacze zgłosili akces do Obozu Zjednoczenia Narodowego, ale szybko pod komendanturą Mrozowickiego z niego wystąpili i zadecydowali o połączeniu Legionu Młodych ze Związkiem Polskiej Młodzieży Demokratycznej RP. Kiedy w efekcie w grudniu 1938 roku został utworzony Legion Młodzieży Polskiej, jego pierwszym prezesem został wybrany Mrozowicki. Był też w 1936 roku organizatorem, wspólnie z Włodzimierzem Bociańskim, prezesem Koła Seniorów Legionu Młodych, konspiracyjnej organizacji młodzieży radykalnej „Związek Trzynastego Maja” („Klub 13 Maja”).
W marcu 1938 roku wziął udział w I Kongresie Polaków w Niemczech w Berlinie. Zarządzeniem premiera Sławoja Składkowskiego z 10 listopada 1938 roku został odznaczony Srebrnym Krzyżem Zasługi.
W sierpniu i wrześniu 1939 roku jako redaktor w Wydziale Prasowym Polskiego Radia redagował odezwy i komunikaty dla ludności Warszawy związane z mobilizacją i obroną stolicy. We wrześniu 1939 roku nie zdecydował się na ewakuację z pracownikami Polskiego Radia i zgłosił się na ochotnika do obrony Warszawy, gdzie walczył na Ochocie.
W dniu 8 października 1939 roku razem z Lechem Sadowskim i dwoma innymi działaczami Legionu Młodzieży Polskiej założył tajną organizację wojskową, 16 października zostali zaprzysiężeni członkowie organizacji dobrani na bazie działaczy młodzieżowych z nurtu piłsudczykowskiego. Początkowo została nadana jej nazwa P.O.W., przez wzgląd na tradycję. Wkrótce podporządkowali się Służbie Zwycięstwu Polski, nawiązując kontakt z płk. dypl. Januszem Albrechtem. Pierwszym dowódcą sformowanego batalionu został Leon Stachórski, a I zastępcą został Mrozowicki, który po aresztowaniu 23 listopada przez Gestapo Leona Stachórskiego przejął dowództwo. W dniu 23 marca 1940 roku, w Wielką Sobotę, został aresztowany w swoim mieszkaniu przy ulicy Słowackiego 35/39, w czasie zebrania kierownictwa organizacji. Był przesłuchiwany przez Gestapo w Al. Szucha, następnie więziony do czerwca tego roku na Pawiaku.
W nocy z 20/21 czerwca tego roku został zamordowany przez Niemców w największej egzekucji/ w Palmirach. Z więzienia na Pawiaku przyszły do organizacji i pośrednio do rodziny, żony i matki, dwa od niego listy, doręczone przez zaufanego strażnika więziennego. W pierwszym pisał z dumą „a jednak wytrzymałem”, a w drugim liście żegnał się i stwierdził, „…że nie żałuje niczego, z tego co zdziałał i pisał, że nie ma sobie nic do wyrzucenia”.
W dniu 5 sierpnia 1939 roku poślubił Annę Diakonow, córkę Aleksandra i Eugenii Patkowskiej, studentkę Wyższej Szkoły Nauk Politycznych, działaczkę Legionu Młodych i Związku Trzynastego Maja, która po śmierci męża kontynuowała działalność konspiracyjną w Armii Krajowej; w czasie Powstania Warszawskiego była sanitariuszką w Zgrupowaniu Żubr II Obwodu na Żoliborzu, po upadku powstania została wywieziona przez Niemców na roboty przymusowe do Austrii, gdzie pracowała w fabryce Rich. Klinger A.G. w Wien-Gumpoldkirchen przy produkcji uszczelek dla przemysłu lotniczego. Po zakończeniu wojny wdowa wyszła za mąż za starszego brata Mrozowickiego, Jana Klemensa, kapitana żeglugi wielkiej i literata.